# Хлебников, Александр Капитонович
Александр Капитонович Хлебников (род. 1932) — советский и российский физик-теоретик, специалист в области ядерного вооружения; лауреат Ленинской премии (1980) и Государственной премии СССР (1968).

## Биография
Родился 22 ноября 1932 года в Москве.
С 1955 года после окончания физического факультета Московского государственного университета им. М. В. Ломоносова работал в системе атомной промышленности СССР.
С 1956 года направлен в закрытый город Челябинск-70, работал физиком-теоретиком в ВНИИТФ. В сотрудничестве с академиком Е. И. Забабахиным исследовал кумуляцию в слоистых системах. При переходе к подземным испытаниям разработал один из методов определения энергии взрыва мощных ядерных зарядов. Внёс значительный вклад в разработку зарядов для мирных применений в камуфлетных взрывах. А. К. Хлебников принимал активное участие в исследовании физических схем различных термоядерных систем, одним из приложений которых было создание мирного заряда с пониженной радиоактивностью, предназначенной для промышленного применения (эти исследования положены в основу некоторых военных разработок).
С 1970 года направлен в закрытый город Арзамас-16, был научным сотрудником, заведующим лаборатории и ведущим научным сотрудником в Теоретическом отделении ВНИИЭФ, продолжил научно-исследовательскую работу по термоядерным системам. Помимо основной деятельности является доцентом Кафедры проблем инерционного термоядерного синтеза МФТИ.

## Награды
Источники:
- Ленинская премия (1980) — «за фундаментальное теоретическое исследование и проведение экспериментальных работ в области термоядерного синтеза»
- Государственная премия СССР (1968) — «за разработку метода определения энергии взрыва ядерного заряда»